# Корниловы
Корни́ловы — русский дворянский род.
Опричниками Ивана Грозного (1573) числились Тренка и Фома Корниловы.
Род происходит от Ждана Товарищева, сына Корнилова, убитого в 1607 году под Тулой. Один из его внуков, Фёдор Иванович, убит под Смоленском в 1634 году. 
Род Корниловых внесён в VI и II части родословной книги Тверской, Псковской и Костромской губерний Российской империи. 
Существовали также ещё несколько дворянских родов этой фамилии более позднего происхождения.

## Известные представители
- Корнилов, Алексей Ермолаевич — стряпчий (1692)[2].
- Корнилов, Пётр Яковлевич (1770—1828) — с отличием участвовал в Отечественной войне 1812 и умер от ран, полученных в турецкую кампанию.
- Корнилов, Пётр Петрович (1804—1869) — московский комендант.
- Корнилов, Фёдор Петрович (1809—1895) — член Государственного совета.
- Корнилов, Иван Петрович (1811—1901) — член Совета министра народного просвещения.

- Корнилов, Алексей Михайлович (1760—1843) — губернатор в Иркутске, Томске, затем сенатор.
- Корнилов, Александр Алексеевич (1801—1856) — сенатор.
- Корнилов, Владимир Алексеевич (1806—1854) — вице-адмирал.

## Описание герба
В числе официально утверждённых герба Корниловых нет. На экслибрисе Ивана Петровича Корнилова имелся бытовавший герб Корниловых: щит разделён горизонтально на две части и верхняя часть разделена вертикальной чертой на две части (три части). В левой верхней, первой части, изображена рука с мечом из облака выходящая (польский герб Малая Погоня). В правой верхней, второй части, три пятиконечные звезды — одна вверху, две внизу. В нижней, третьей части, полумесяц, рогами обращенный к правому краю щита. Щит увенчан дворянским коронованным шлемом с намётом и клейнодом на шее. Нашлемник — три страусовых пера.